# Історичний парк Сукхотхай

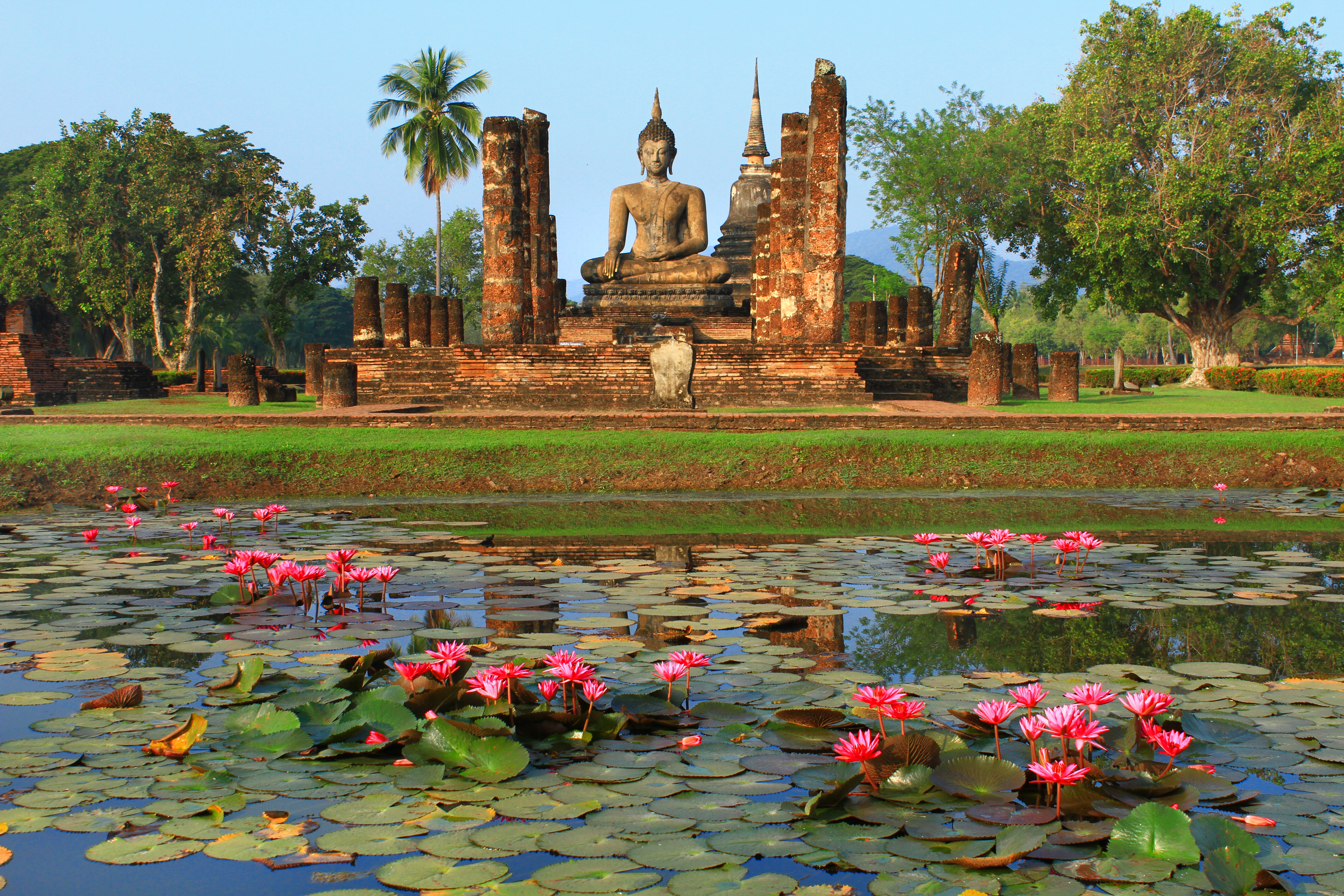
Вид на Ват Махатхат

Історичний парк Сукхотхай (тай. อุทยานประวัติศาสตร์สุโขทัย) включає руїни міста Сукхотхай, що у буквальному перекладі означає «Світанок щастя», столиці королівства Сукхотхай у XIII та XIV століттях (північна частина сучасного Таїланду). Парк розташований поруч із сучасним містом Сукхотхай, столицею однойменної провінції.
Стіни міста формують прямокутник, східна та західна стіни якого приблизно 2 км довжиною, північна та південна — 1,6 км. Посередині кожної стіни є ворота. На площі 70 км² розміщено 193 руїни. Збереглися залишки королівського палацу та двадцяти шести храмів, найбільшим із яких є Ват Махатхат. За парком доглядає Департамент вишуканих мистецтв Таїланду та UNESCO, який проголосив парк об'єктом Світової спадщини ЮНЕСКО. Парк відвідують тисячі людей.

## Об'єкти

### Ват Махатхат
Ват Махатхат (тай. วัดมหาธาตุ) — найважливіший і найвражаючий храм парку. У перекладі назва означає «храм великої реліквії». Храм було засновано Срі Індрадітья між 1292 та 1347 роками як основний храм міста та королівства.

### Ват Сі Чум
Ват Сі Чум (тай. วัดศรีชุม) — тут розміщена велетенська статуя Будди Пхра Ачана (11 м ширина, 15 м висота).

### Ват Сі Савай
Ват Сі Савай (тай. วัดศรีสวาย) — один із настарших храмів.

### Ват Са Сі
Ват Са Сі (тай. วัดสระศรี) — невеличкий храм біля статуї Рамакхамхаенг.

### Ват Тапхан Хін
Ват Тапхан Хін (тай. วัดตะพานหิน) чи Ват Сапхан Хін (тай. วัดสะพานหิน) — розміщений на 200-метровому пагорбі над рівниною Сукхотхай.

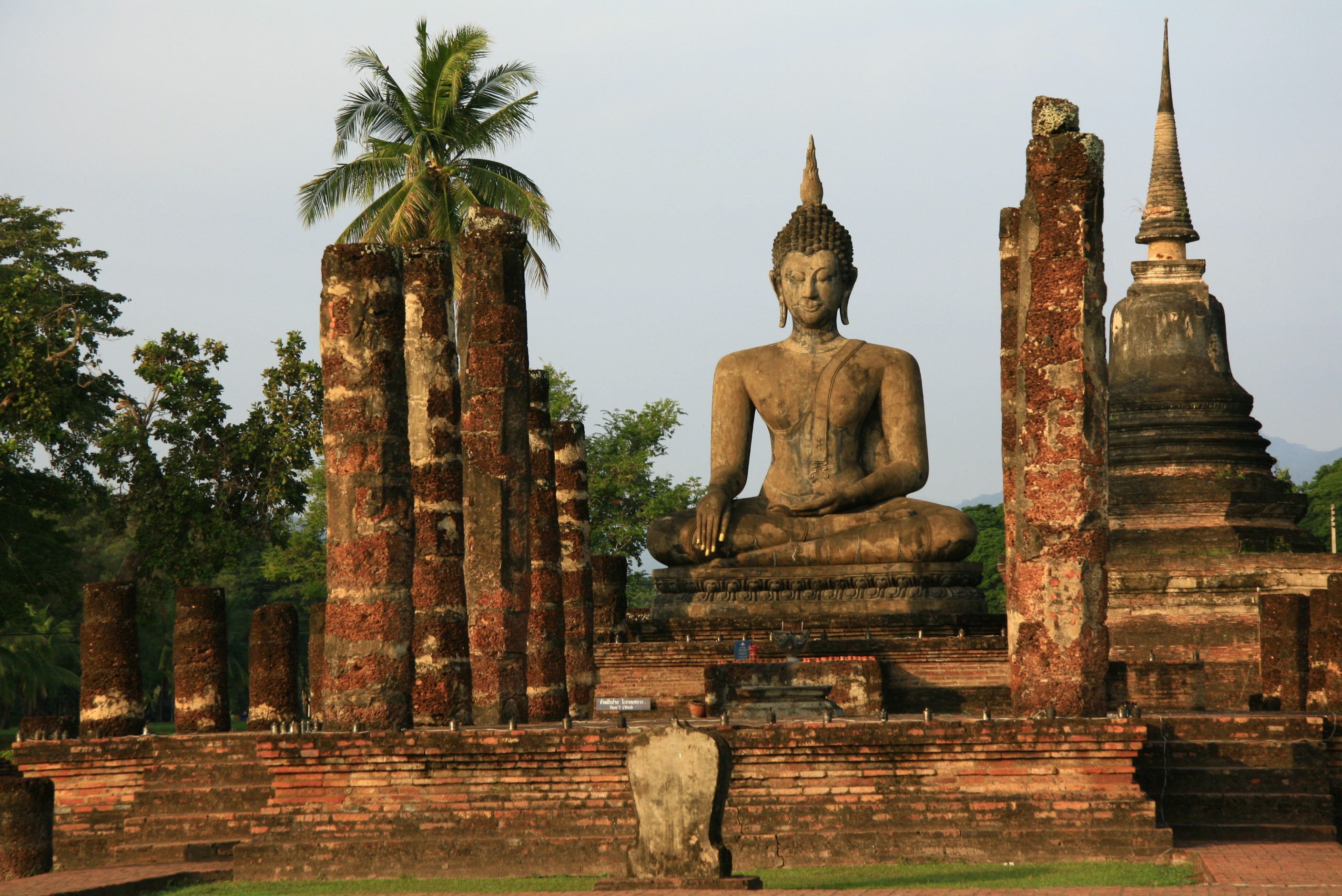
Ват Махатхат
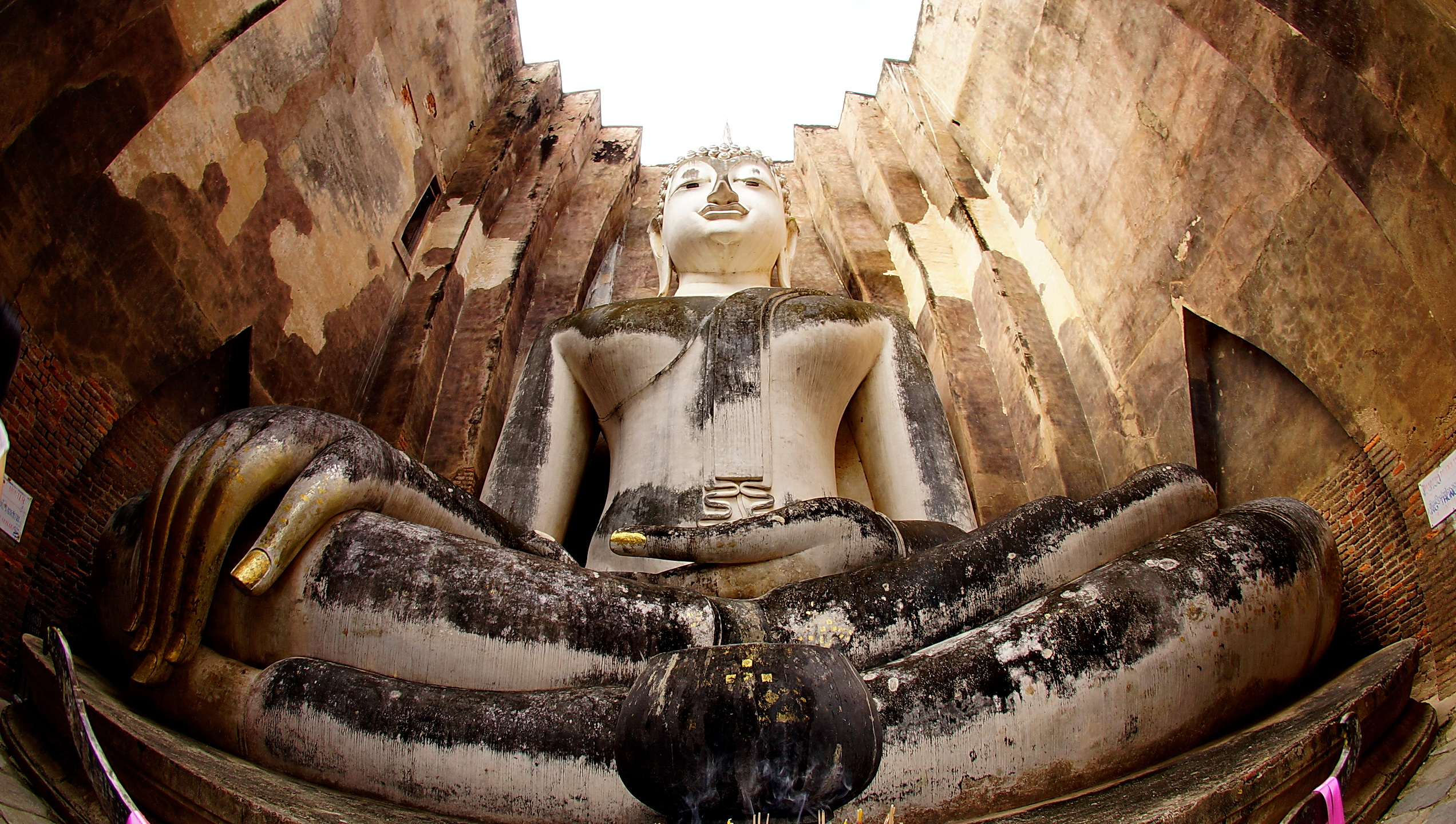
Статуя Будди Пхра Ачана, Ват Сі Чум
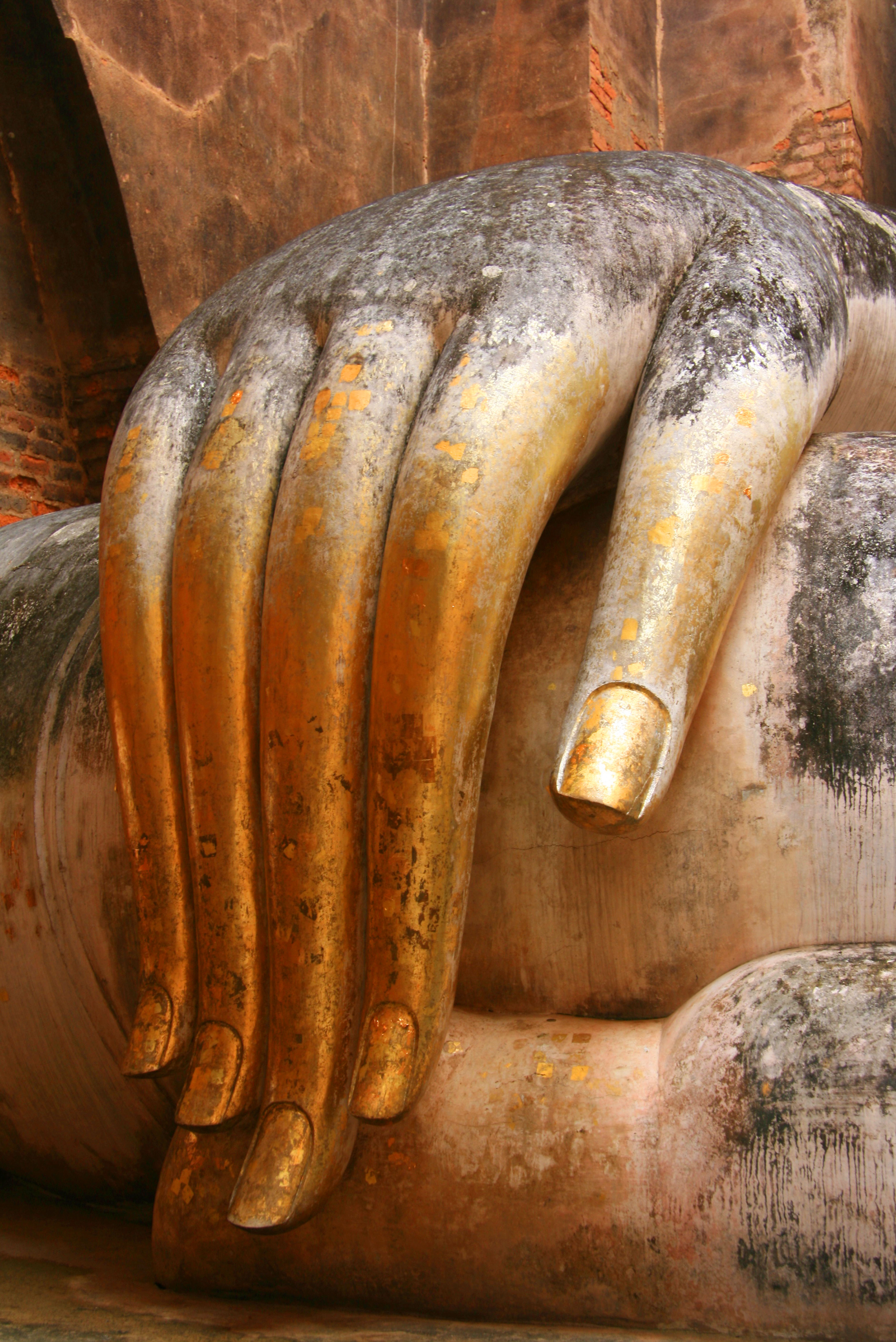
Рука Пхра Ачана
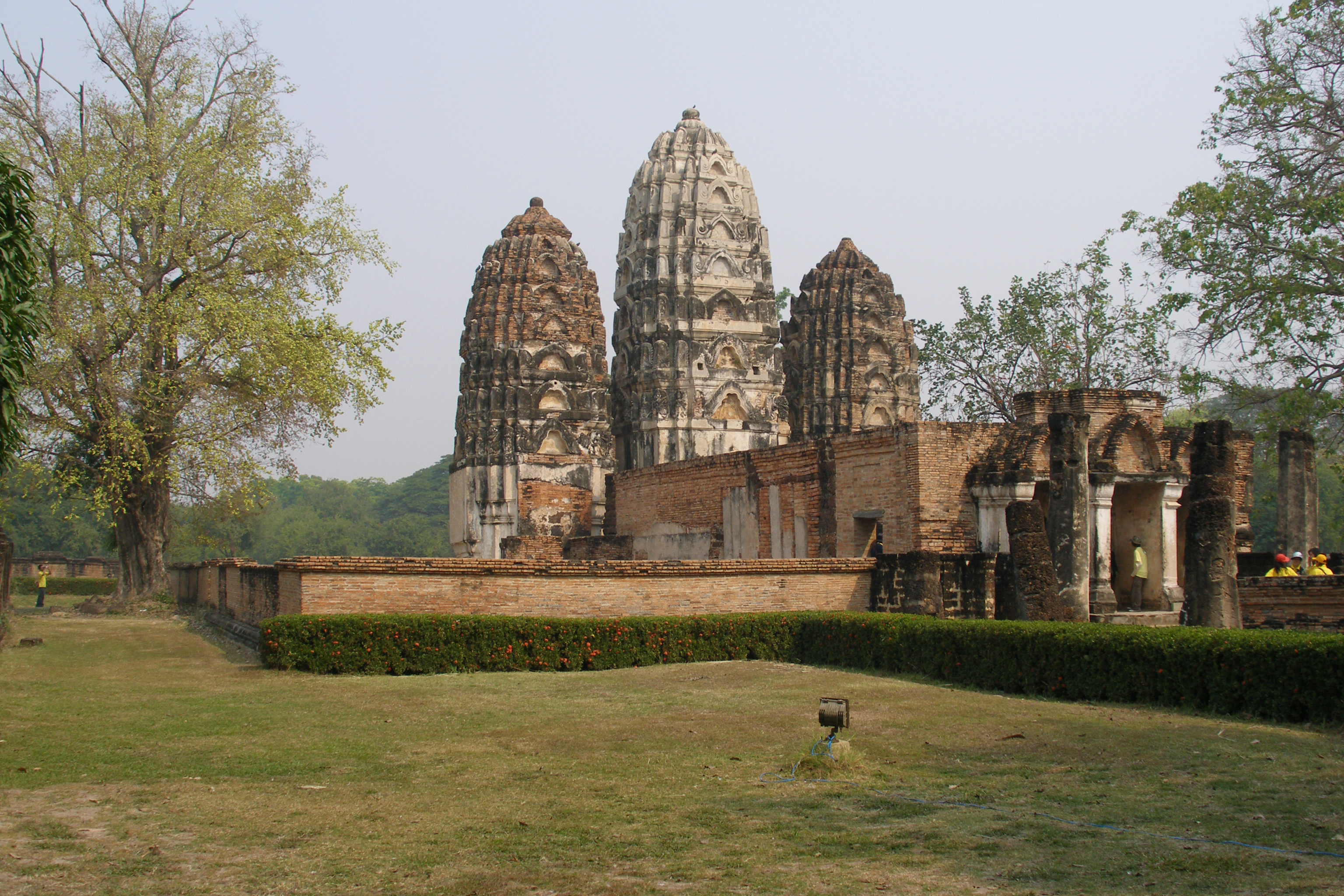
Ват Сі Савай
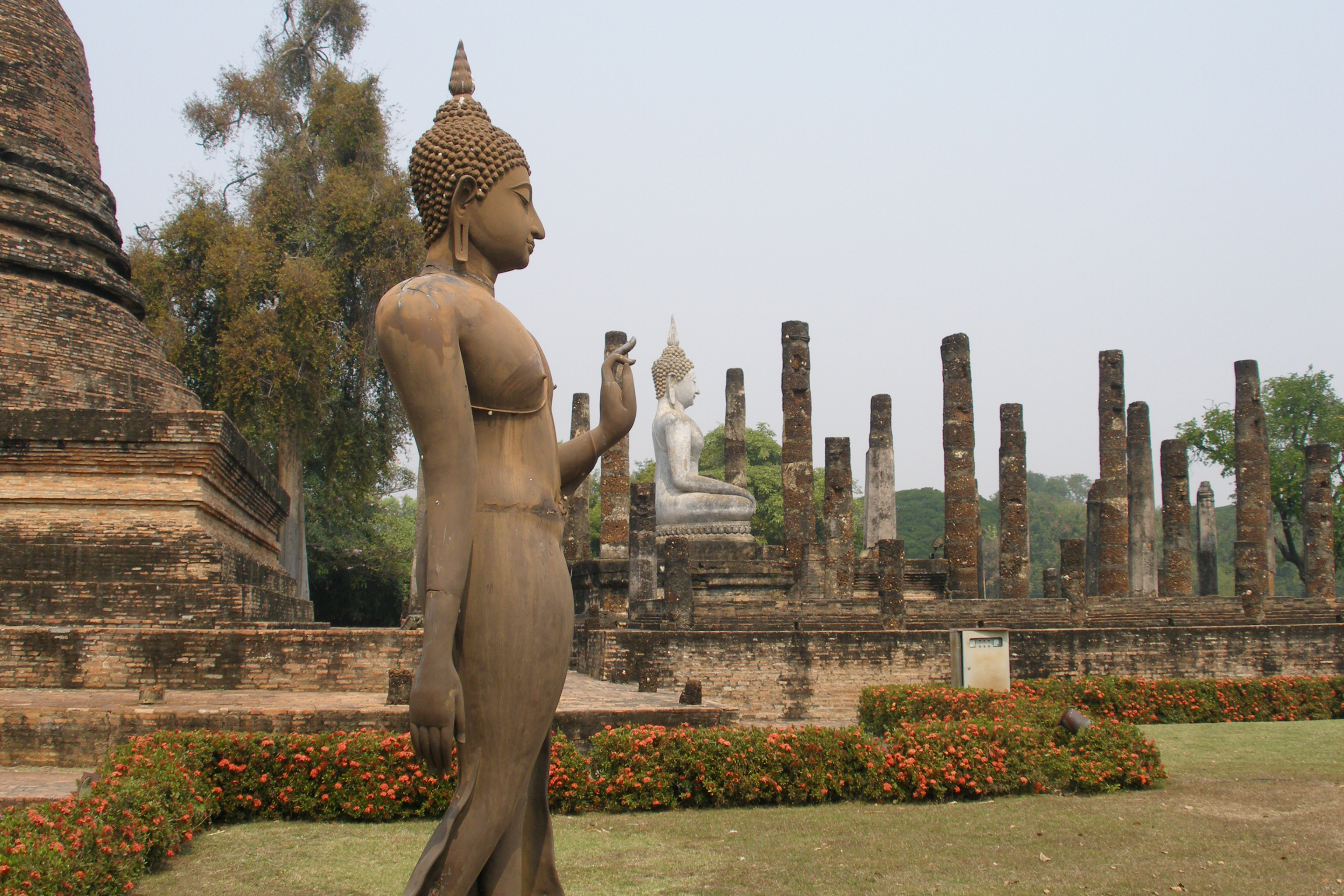
Ват Са Сі
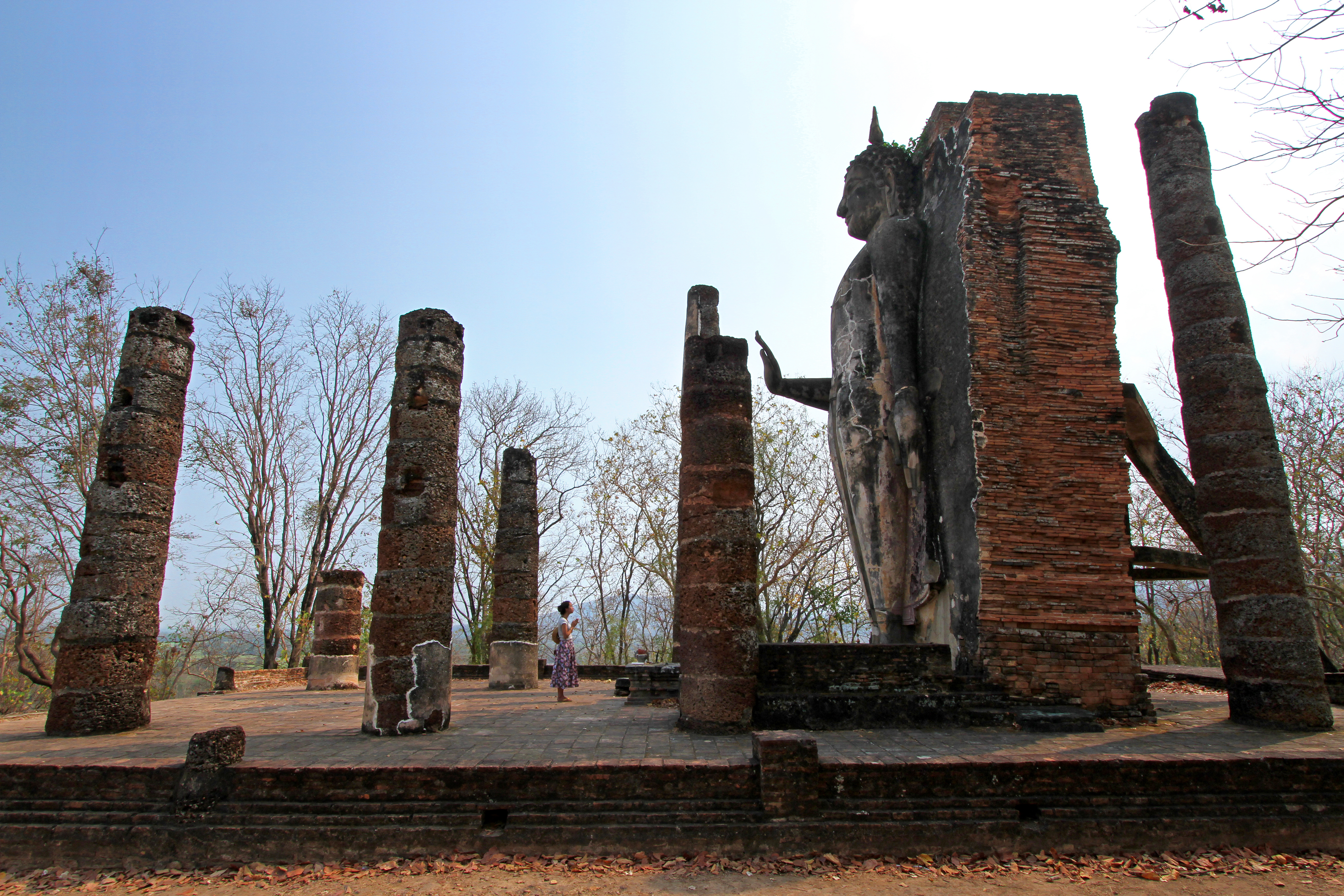
Ват Тапхан Хін

## Читати далі
- A.B. Griswold: Towards A History Of Sukhothai Art. The Fine Arts Department, Bangkok 1967 (no ISBN)
- Hiram W. Woodward Jr.: Guide to Old Sukhothai. The Fine Arts Department, Bangkok 1972 (no ISBN)
- Betty Gosling: Sukhothai Its History, Culture, And Art. Asia Books (Oxford University Press), Bangkok 1991, ISBN 974-8206-85-8